# 국민은행 축구단
국민은행 축구단(國民銀行蹴球團, Kookmin Bank Football Club)은 대한민국 서울특별시에 있었던 축구 선수단이다. 국민은행이 운영했던  세미프로 축구단이며, 1969년에 창단되었고 1997년에 해단되었다.

## 같이 보기
- 국민은행 (1963년~2001년)